# Marignac (Tarn e Garonna)
Marignac è un comune francese di 107 abitanti situato nel dipartimento del Tarn e Garonna nella regione dell'Occitania.

## Società

### Evoluzione demografica
Abitanti censiti